# 广西过路黄
广西过路黄（学名：Lysimachia alfredii）是报春花科珍珠菜属的植物，为中国的特有植物。分布于中国大陆的广东、贵州、广西、福建、湖南、江西等地，生长于海拔220米至900米的地区，见于林下、山谷溪边、沟旁湿地以及灌丛中，目前尚未由人工引种栽培。

## 异名
- Lysimachia alfredii Hance var. chrysosplenioides (H.-M.) Chen et C. M. Hu